# Feuerschiff Elbe 1

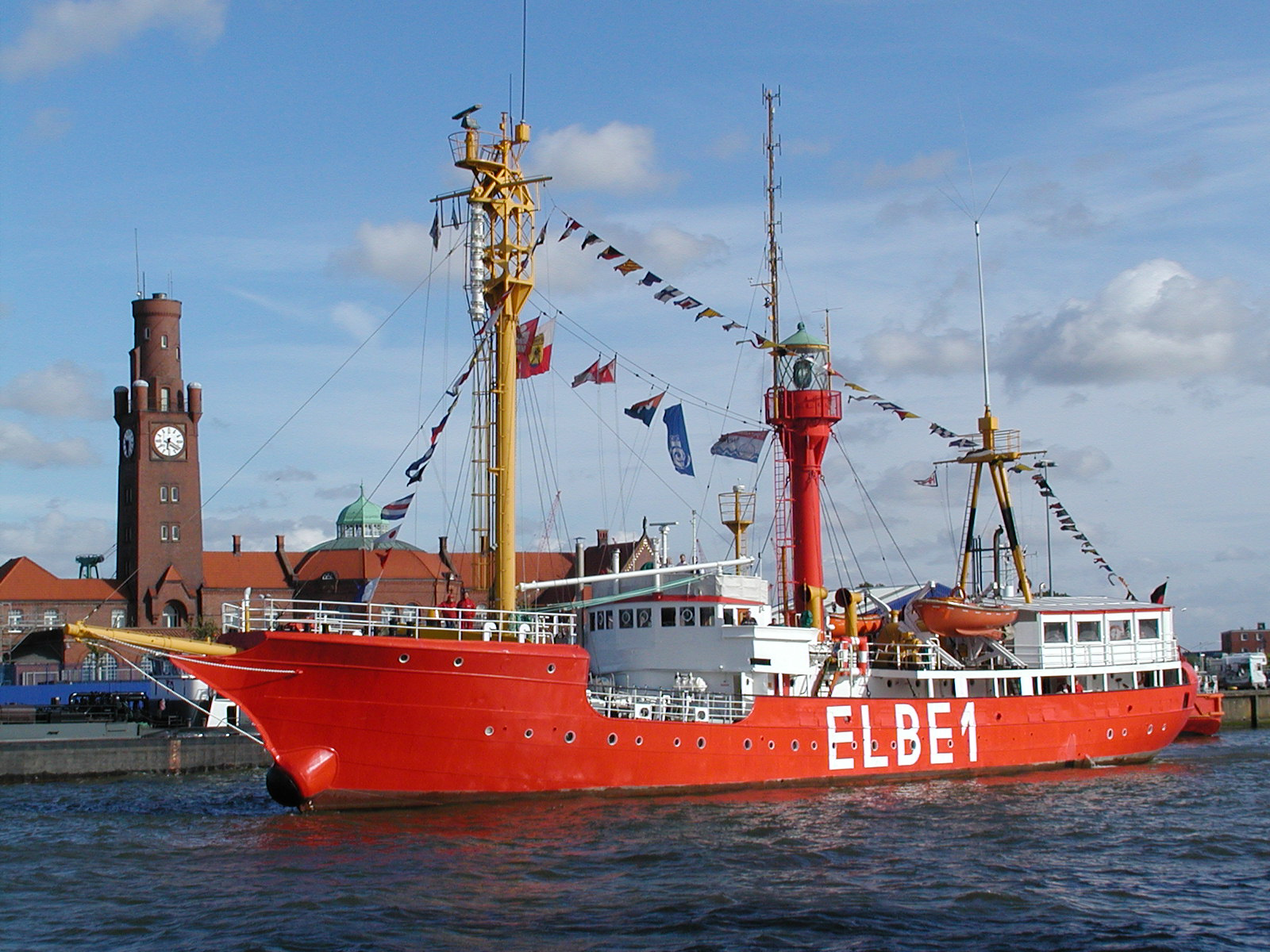
Die Bürgermeister O’Swald II vor den HAPAG-Hallen zum Fischerfest geflaggt

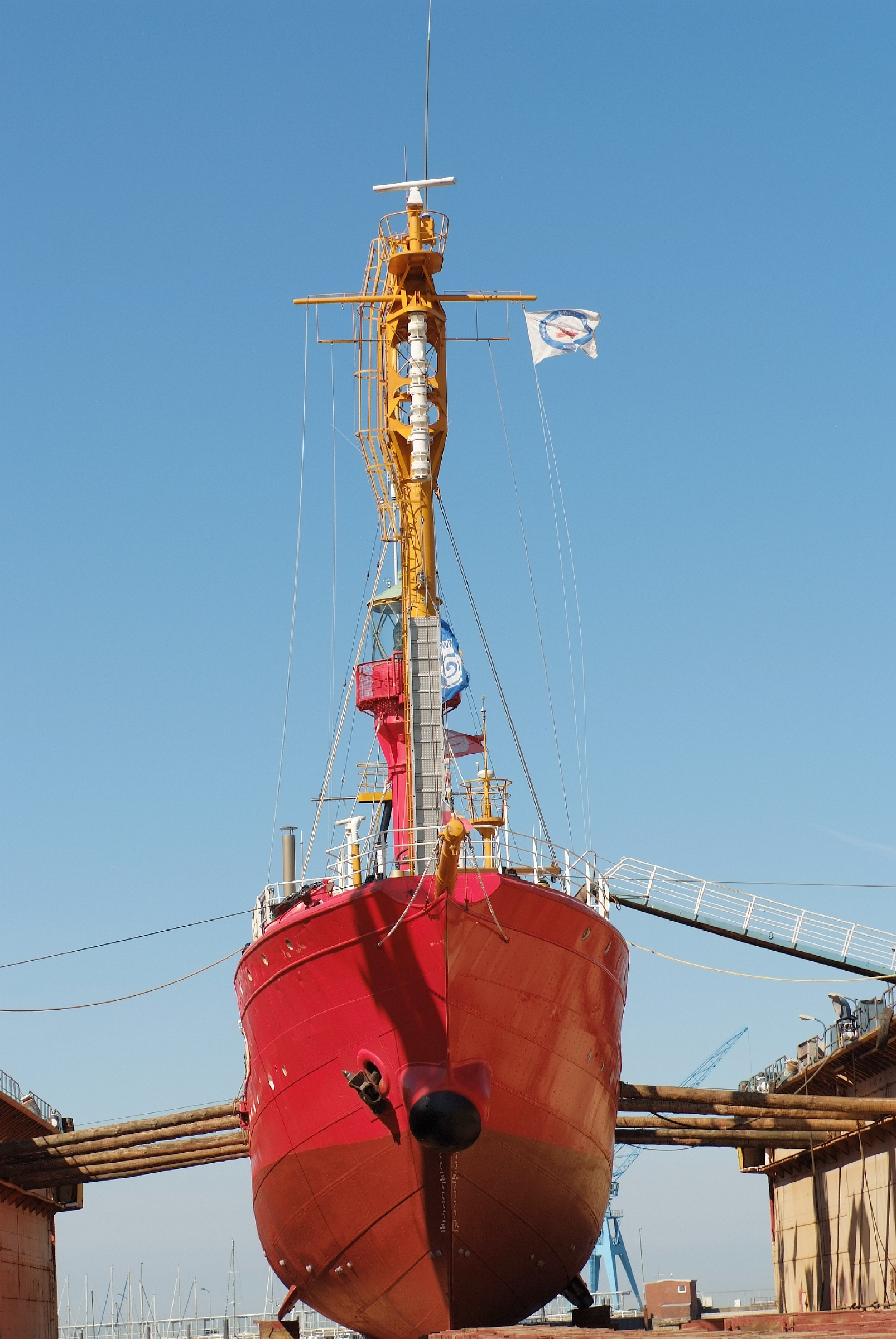
Bürgermeister O’Swald II im Trockendock in Cuxhaven (2012)

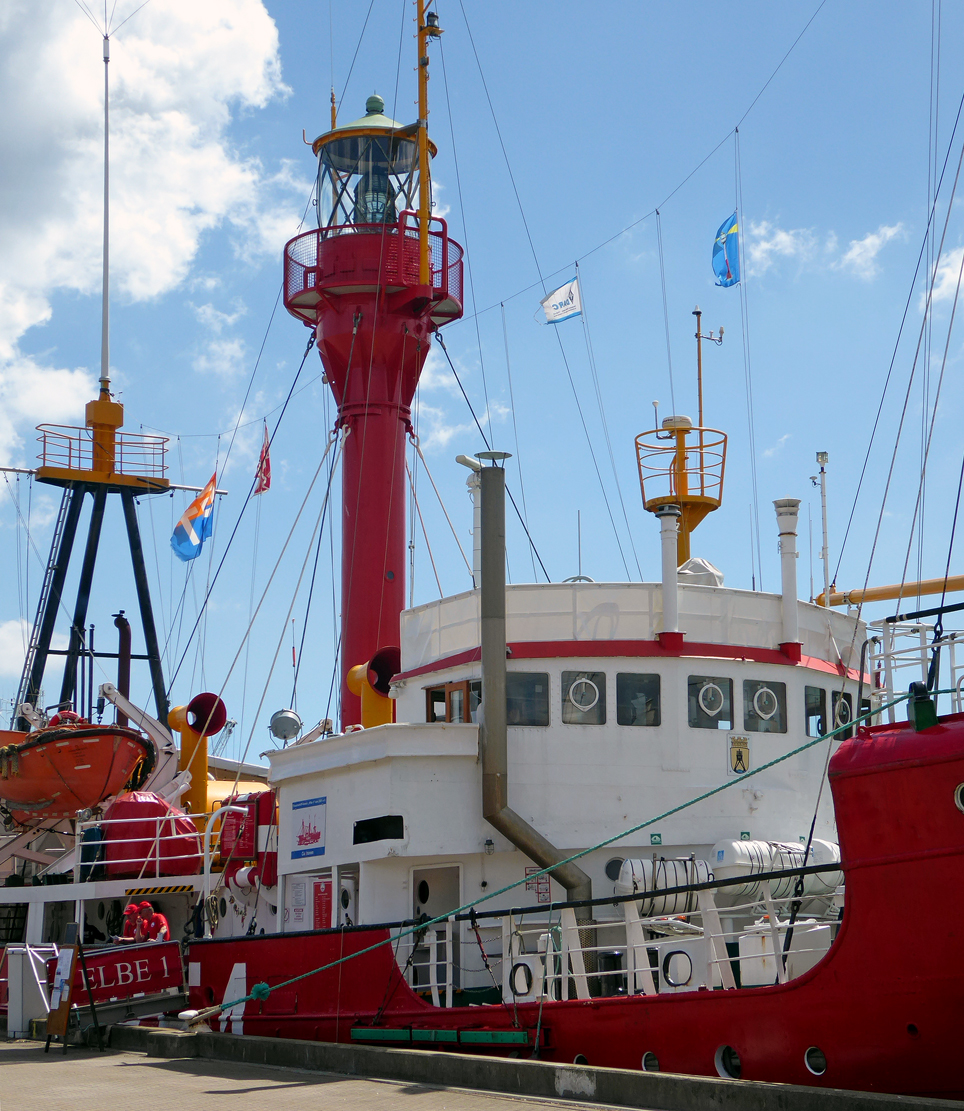
Elbe 1 – Bürgermeister O’Swald II Ystad (2017)

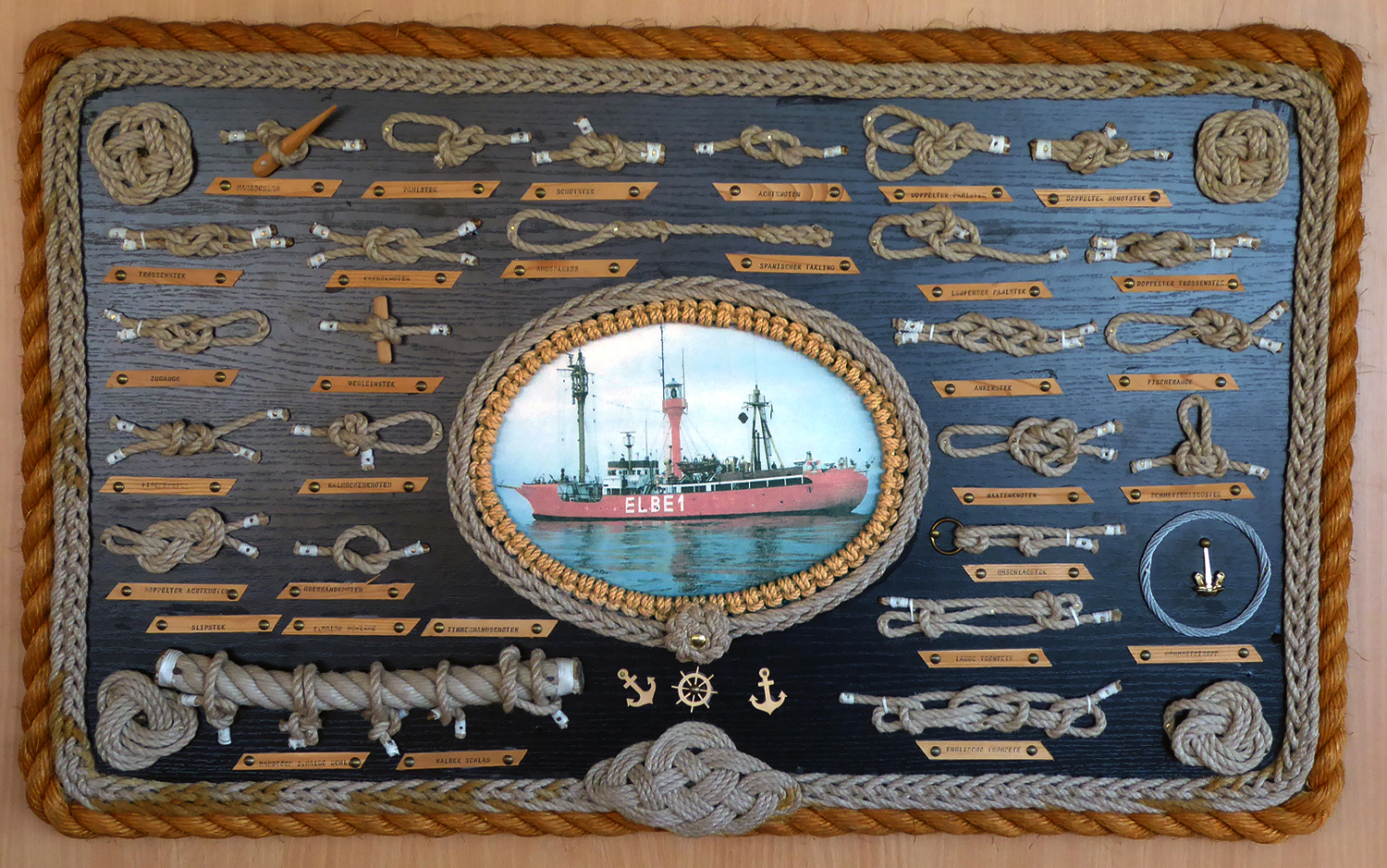
Verschiedene Arten von Knoten.

Elbe 1 (zuletzt Elbe) war ein Feuerschiff und eine Feuerschiffsposition vor der Elbmündung. Diese lag von 1816 bis 1939 bei 54°0′00″ Nord, 8°16′00″ Ost. Seit 1945 lag sie aufgrund des veränderten Fahrwassers bei 54° 0′ 0″ N, 8° 10′ 40″ O.

## Übersicht
Folgende Feuerschiffe waren auf Position Elbe 1 eingesetzt:
- 1816–1824: Seestern
- 1825–1826: Bernhardus
- 1826–1845: Jacob Hinrich
- 1845–1858: Caspar
- 1858–1858: Neptun
- 1858–1879: Caspar
- 1879–1892: Gustav-Heinrich
- 1892–1912: Bürgermeister Kirchenpauer
- 1912–1914: Bürgermeister O’Swald I
- 1914–1918: Während des Ersten Weltkriegs unbesetzt
- 1918–1936: Bürgermeister O’Swald I
- 1936–1939: Norderney I
- 1939–1945: Während des Zweiten Weltkriegs unbesetzt
- 1945–1948: Norderney I
- 1948–1988: Bürgermeister O’Swald II
- 1988–1999: UFS II (unbemannt)

Seit Januar 2000 ist diese Position lediglich mit einer Leuchttonne gekennzeichnet.

## Eingesetzte Schiffe

### SignalschiffSeestern
Die Seestern war das erste Signalschiff (Feuerschiff) auf dieser Position, es wurde 1816 ausgelegt. Am 26. Dezember 1824 sank dieses Schiff in schwerer See. Acht Besatzungsmitglieder und zwei Lotsen kamen ums Leben. Das Schiff konnte nicht gerettet werden. Beim Untergang verloren ihr Leben:
- Steuermann Johann H.C. Bernitt
- Steuermann J.J. Schwartau
- Schiffszimmermann Christ Hermsen
- Schiffszimmermann Heinrich Matzen
- Matrose Ludwig Fremdling
- Matrose Markus Köster
- Matrose Claus Paulsen
- Koch Wilhelm Wärnecke
- Lotse J.H. Glahn
- Lotse Gerd Jacks

### Ersatz-SignalschiffBernhardus
Als Ersatz für die untergegangene Seestern wurde die 1787 gebaute Lotsengaliote Bernhardus zum Ersatzsignalschiff umgebaut und Anfang 1825 in Dienst gestellt. Unmittelbar nach der Fertigstellung des neuen Feuerschiffes Jacob Hinrich wurde die Berhardus im Dezember 1826 wieder eingezogen.

### LeuchtschiffJacob Hinrich
Das 1826 auf der Werft Johann Hinrich von Somm in Hamburg erbaute 27 m lange hölzerne Schiff mit einer Besatzungsstärke von 10 Mann wurde Ende 1826 erstmals ausgelegt. Namensgeber war der verdiente Cuxhavener Lotsenkapitän Jacob-Hinrich Benöhr.
Nach seiner Ablösung auf Elbe 1 im Jahre 1845 versah es seinen Dienst unter anderem auf der Station Elbe 3. Nach einigen Jahren als Reserve-Feuerschiff wurde es 1901 zum Abwracken an die Rickmers-Werft in Geestemünde verkauft.
1834 wurde der Schiffskoch an Bord des Schiffes vom Blitz erschlagen. Kurz darauf errichtete man Blitzableiter an den Masten.

### LeuchtschiffCaspar
Das 1845 ebenfalls auf der Werft Johann Hinrich von Somm erbaute Schiff erhielt seinen Namen nach dem Hamburger Senator Caspar Hartung. Nach seinem Einsatz auf Station Elbe 1 wurde es bis März 1911 auf den Stationen Elbe 2 und Elbe 4 ausgelegt. Nach seiner Außerdienststellung wurde es an den Hamburger Händler J.D. Schlichting verkauft. Der weitere Verbleib ist ungeklärt, vermutlich wurde es abgewrackt.

### LeuchtschiffNeptun
Das Leuchtschiff Neptun wurde im Jahr 1858 auf der Hamburger Werft Godeffroy mit der Baunummer 39 gebaut. Es hatte eine Länge von 29,65 m und eine Breite von 6,60 m; bei einem Tiefgang von 3,00 m hatte es eine Verdrängung von 220 BRT.
Dieses Schiff gab im Jahr 1858 lediglich ein kurzes Gastspiel von 7 Monaten auf Elbe 1, danach war es u. a. eingesetzt auf Elbe 2, Elbe 4 und Elbe 3. Ab 1900 war es über 50 Jahre Reserve-Feuerschiff oder Wrack-Feuerschiff, bis es 1951 zum Abbruch an die Hamburger Werft Beckedorf verkauft wurde.

### LeuchtschiffGustav-Heinrich
Das 1879 auf der Werft H.C. Stülcken in Hamburg unter der Baunummer 26 gebaute Feuerschiff hatte eine Länge von 29,30 m und eine Breite von 6,88 m. Namensgeber war Gustav Heinrich Kirchenpauer (* 2. Februar 1808; † 4. März 1887). Er war von 1858 bis 1864 Amtmann des Amtes Ritzebüttel, heute Teil von Cuxhaven. Bei diesem Feuerschiff handelte es sich um einen hölzernen Dreimast-Gaffelschoner.
Ausgelegt wurde dieses Schiff 1879 auf der Station Elbe 1, nach seiner Ablösung im Jahre 1892 war es Reserve-Feuerschiff, bis es 1928 außer Dienst gestellt und zum Abwracken an die Werft Hugo Peters in Beidenfleth verkauft wurde.

### FeuerschiffBürgermeister Kirchenpauer
Der eiserne Dreimastschoner Bürgermeister Kirchenpauer wurde 1892 auf der Werft Johann Lange in Bremen-Vegesack mit der Baunummer 340 gebaut. Die Baukosten betrugen damals 162.000 Reichsmark. Das Schiff war 43,50 m lang und 7,04 m breit; es hatte einen Tiefgang von 3,40 m und maß 222 BRT. Namensgeber war, wie bei dem Vorgängerschiff – Gustav Heinrich Kirchenpauer.
Es war von 1892 bis 1912 ausgelegt auf Station Elbe 1; bis zu seiner Außerdienststellung im Jahre 1952 versah es u. a. den Dienst auf den Stationen Elbe 5 (1912–1914) und Elbe 4 (1919–1939). Im Jahre 1953 wurde es zum Abwracken an die Firma Klein in Leer verkauft.
Im Jahr 1899 unternahm der spätere Nobelpreisträger Ferdinand Braun (1850–1918) zwischen dem Cuxhavener Leuchtturm und dem Feuerschiff ELBE 1 erste erfolgreiche Versuche der drahtlosen Telegrafie.

### FeuerschiffBürgermeister O’Swald I

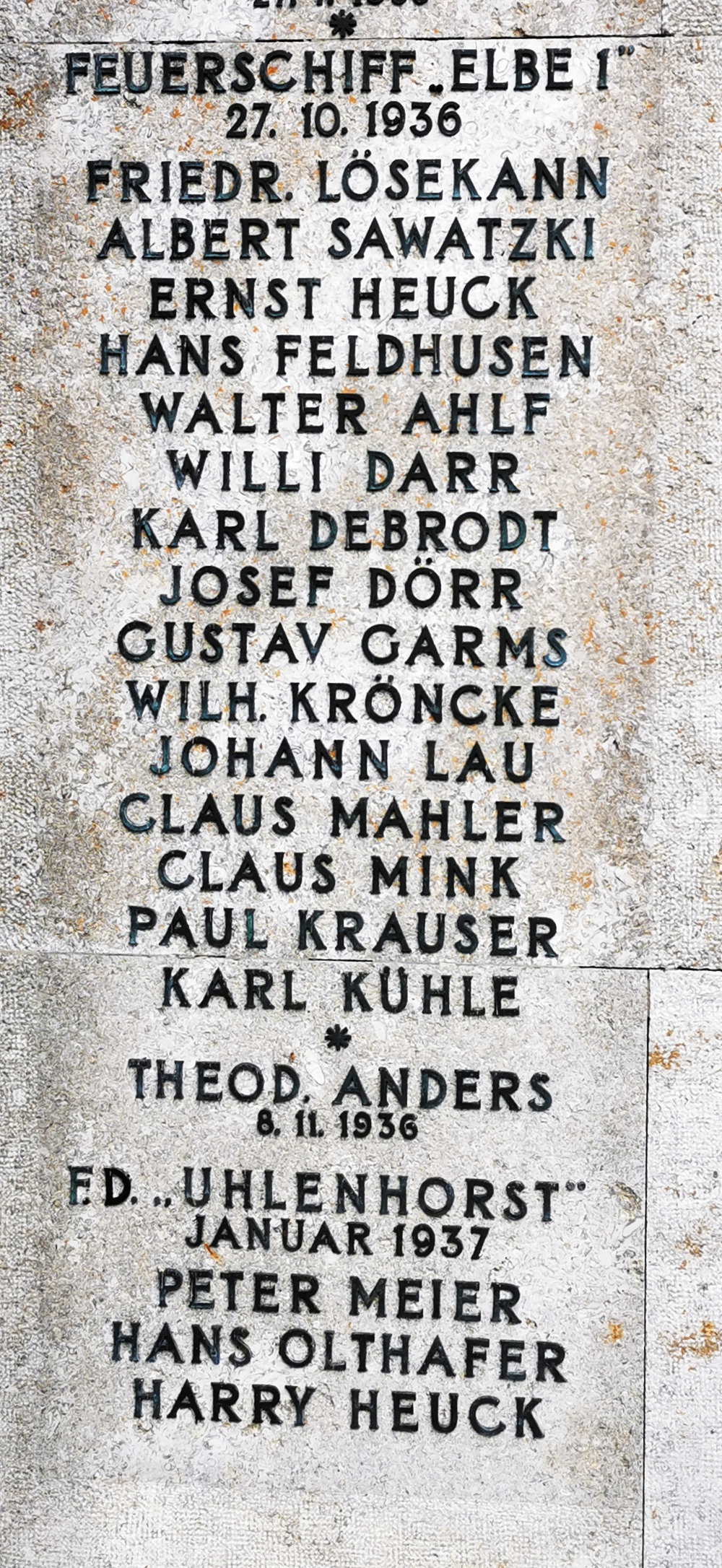
Gedenktafel im Friedhof Brockeswalde

Das (mit Bugspriet) 52,70 Meter lange und 7,70 Meter breite Feuerschiff wurde im Jahre 1911 mit der Baunummer 223 auf der Stettiner Werft Nüscke & Co. AG gebaut. Es hatte einen Tiefgang von etwa 4 Metern und eine Verdrängung von 415 BRT; das Feuer lag 16,2 Meter über der Wasserlinie und war bis zu 13 Seemeilen weit zu sehen. 1918 wurde das Schiff auf der Position Elbe 1 in Dienst gestellt.
Die Kennung war: 8 Sekunden Blinken – 20 Sekunden Pause (Wiederkehr: 28 Sekunden).
Der Antrieb bestand aus einem Vierzylinder-Zweitakt-Dieselmotor mit etwa 220 PS, damit erreichte es eine Geschwindigkeit von maximal 9 Knoten.
Der Namensgeber, Bürgermeister William Henry O’Swald war ein verdienstvoller langjähriger Präses der Deputation für Handel, Schifffahrt und Gewerbe der Freien und Hansestadt Hamburg.
Am 27. Oktober 1936 kenterte die Bürgermeister O’Swald I um 13.40 Uhr in einem schweren Orkan auf dieser Position. Alle 15 Besatzungsmitglieder fanden den Tod. Es handelte sich um das weltweit schwerste Unglück in der Geschichte der Feuerschiffe. Augenzeuge des Unglücks war der Kapitän des elbeinwärts laufenden englischen Dampfers The President, der beobachtete, dass die Bürgermeister O’Swald I backbordseitig breitseits von einer schweren See getroffen wurde und nach steuerbord umschlug. Das Schiff versank im Mahlsand und konnte nie gehoben werden.
Ihr Leben verloren:
- Kapitän Friedrich Lösekann (* 22. März 1897)
- Maschinist Hans Feldhusen (* 18. Dezember 1900)
- Funker Albert Sawatzki (* 30. Juni 1891)
- Funker Ernst Heuck (* 23. Dezember 1907)
- Matrose Willi Darr (* 2. Juli 1903)
- Matrose Karl Debrodt (* 16. September 1904)
- Matrose Joseph Dörr (* 18. Juni 1895)
- Matrose Gustav Grams (* 16. Dezember 1894)
- Matrose Wilhelm Kröncke (* 24. Juni 1901)
- Matrose Johann Lau (* 18. Februar 1891)
- Matrose Claus Mahler (* 30. Oktober 1886)
- Matrose Claus Mink (* 16. Februar 1887)
- Motorenwärter Paul Krauser (* 10. Juli 1911)
- Motorenwärter Karl Kühle (* 21. April 1893)
- Koch Walter Ahlf (* 15. Februar 1910).

### FeuerschiffNorderney I
Norderney I lief 1906 mit der Baunummer 157 bei der AG Weser in Bremen vom Stapel. Die Indienststellung erfolgte am 13. März 1907, die Baukosten beliefen sich auf 345.000 Mark. Ausgemustert wurde sie erst am 23. September 1981. Ihr Feuer lag 15,9 m über der Wasserlinie und hatte eine Reichweite von 24 Seemeilen.
Zur Zeit des schweren Unglücks der Bürgermeister O’Swald I war die Norderney I planmäßig Reservefeuerschiff für die Stationen Elbe 1 und Norderney. So wurde sie zunächst von 1936 bis 1939 auf Position Elbe 1 ausgebracht, bevor sie als Kriegsmaßnahme bis 1945 weiter aufwärts nach Elbe 2 verholt wurde. Von 1945 bis 1948 lag sie wieder auf der alten Station Elbe 1. Das Feuerschiff liegt heute am Bontekai in Wilhelmshaven an der Kaiser-Wilhelm-Brücke und wird als Museumsschiff unterhalten.
Maße
Länge: 46,00 m
Breite: 7,80 m
Tiefgang: 4,58 m
Seitenhöhe: 5,53 m
Gewicht: 790 t
Dieselmotorleistung: 150 PS
Geschwindigkeit: 7 kn

### FeuerschiffBürgermeister O’Swald II
Das letzte bemannte Feuerschiff auf dieser Position, die Bürgermeister O’Swald II, entstand auf der Meyer Werft in Papenburg mit der Bau-Nr. S 436 aus genietetem Stahl. Die geplanten Baukosten betrugen 1935 1.500.000 RM; die tatsächliche Baukosten 1948 beliefen sich auf 1.513.628,17 DM. Mit einer Länge von 57,30 m war es das größte Feuerschiff der Welt.

#### Maße

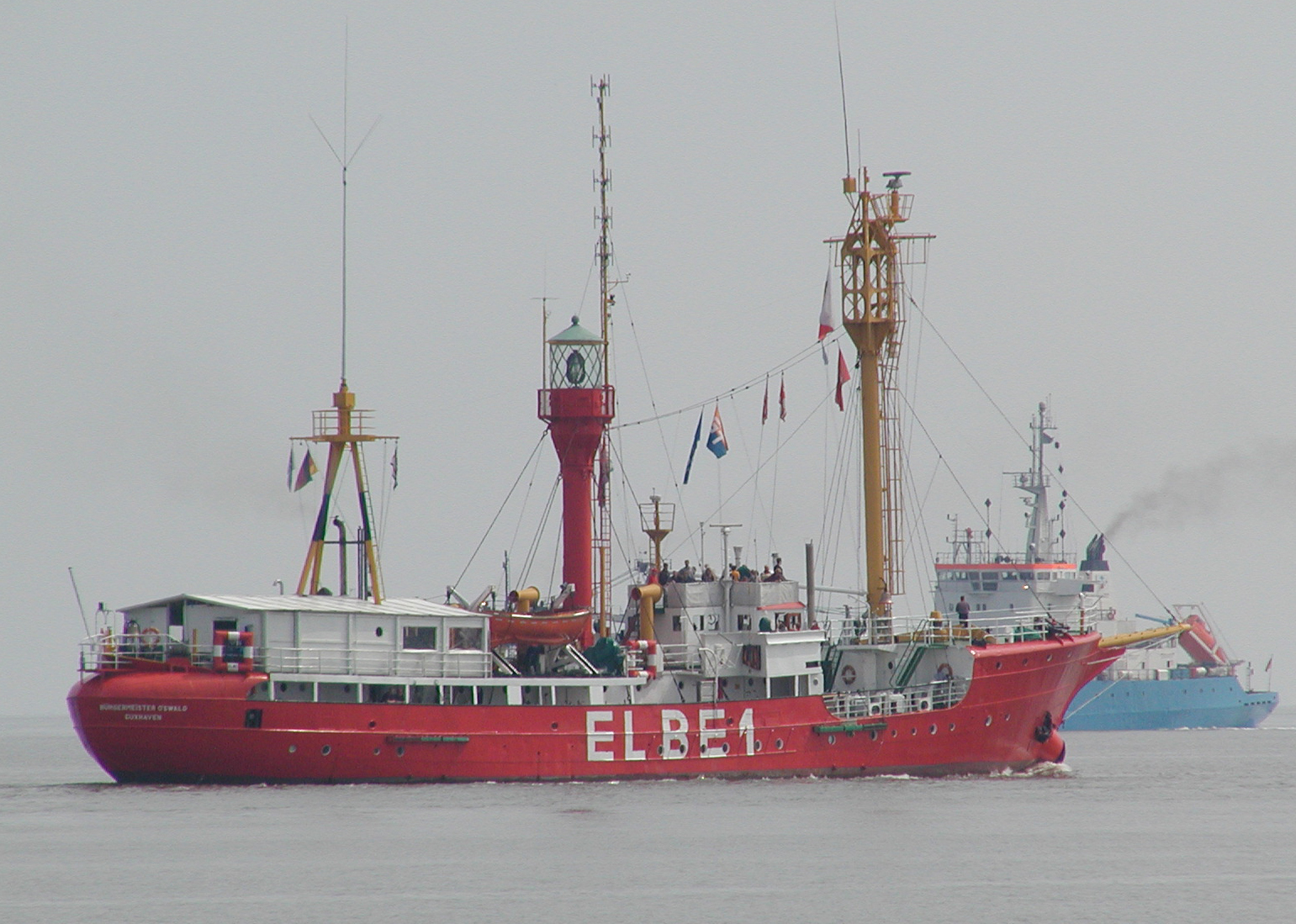
Die letzte Elbe 1 Bürgermeister O’Swald II ist bis heute als Museumsschiff mit Heimathafen Cuxhaven in Fahrt

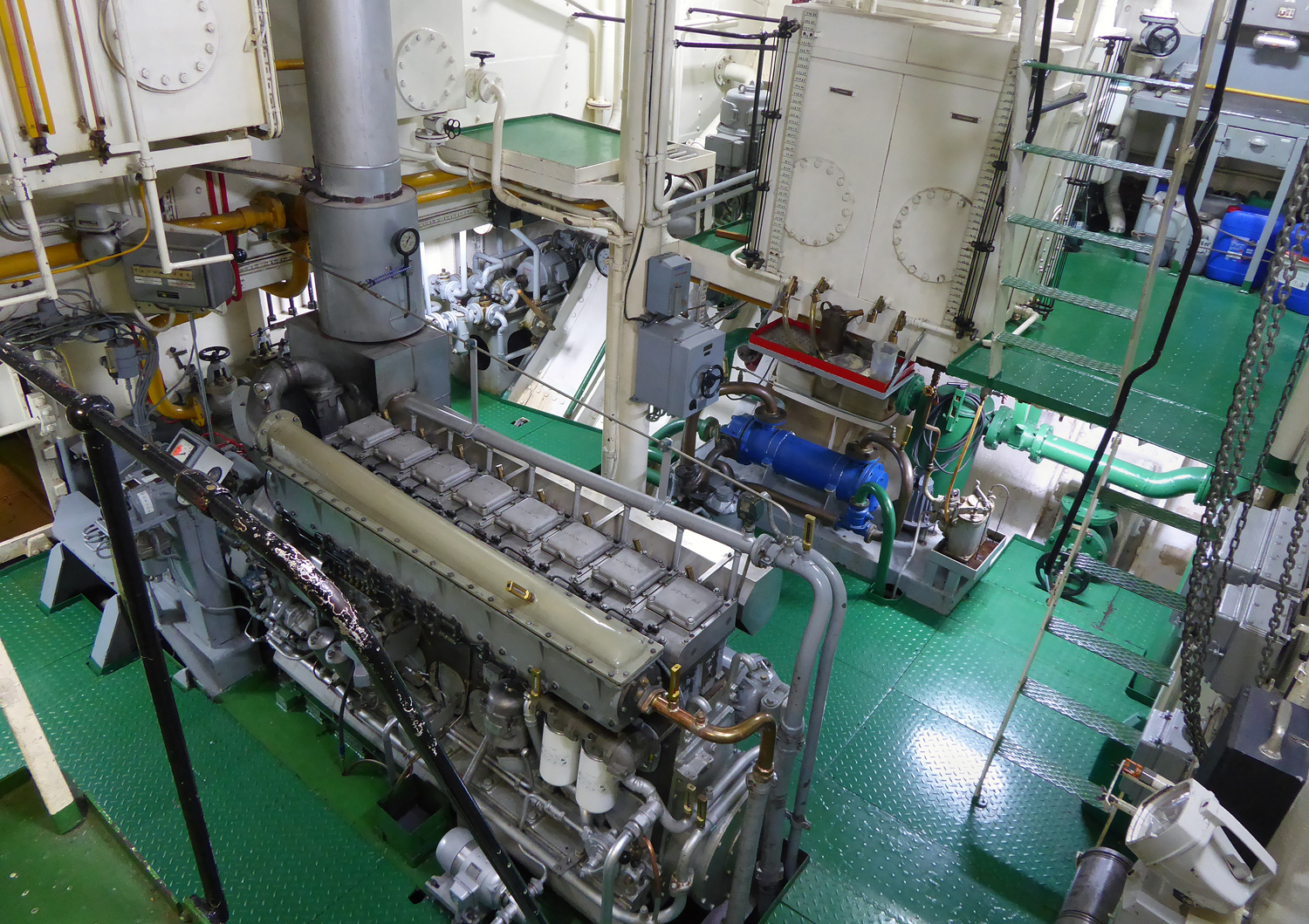
Maschine Elbe 1.

- Länge mit Bugspriet: 57,30 m
- Länge z.d.L.: 49 m
- Breite: 9,55 m
- Seitenhöhe: 6,05 m
- Tiefgang: 4,72 m
- Vermessung: 641 BRT
- Verdrängung: 1000 t
- Motorleistung:368 kW / 500 PS – ab 1970 480 kW / 650 PS

#### Lebenslauf
- Auftragsvergabe am 13. Februar 1939
- Kiellegung am 4. September 1941
- Stapellauf am 2. Juni 1943
- Probefahrt am 14. Oktober 1948
- Erste Auslegung am 7. November 1948
- Endgültige Abnahme am 15. Dezember 1948
- Außerdienststellung am 22. April 1988
- Museumsfeuerschiff in Cuxhaven am 3. Juni 1990

#### Befeuerung

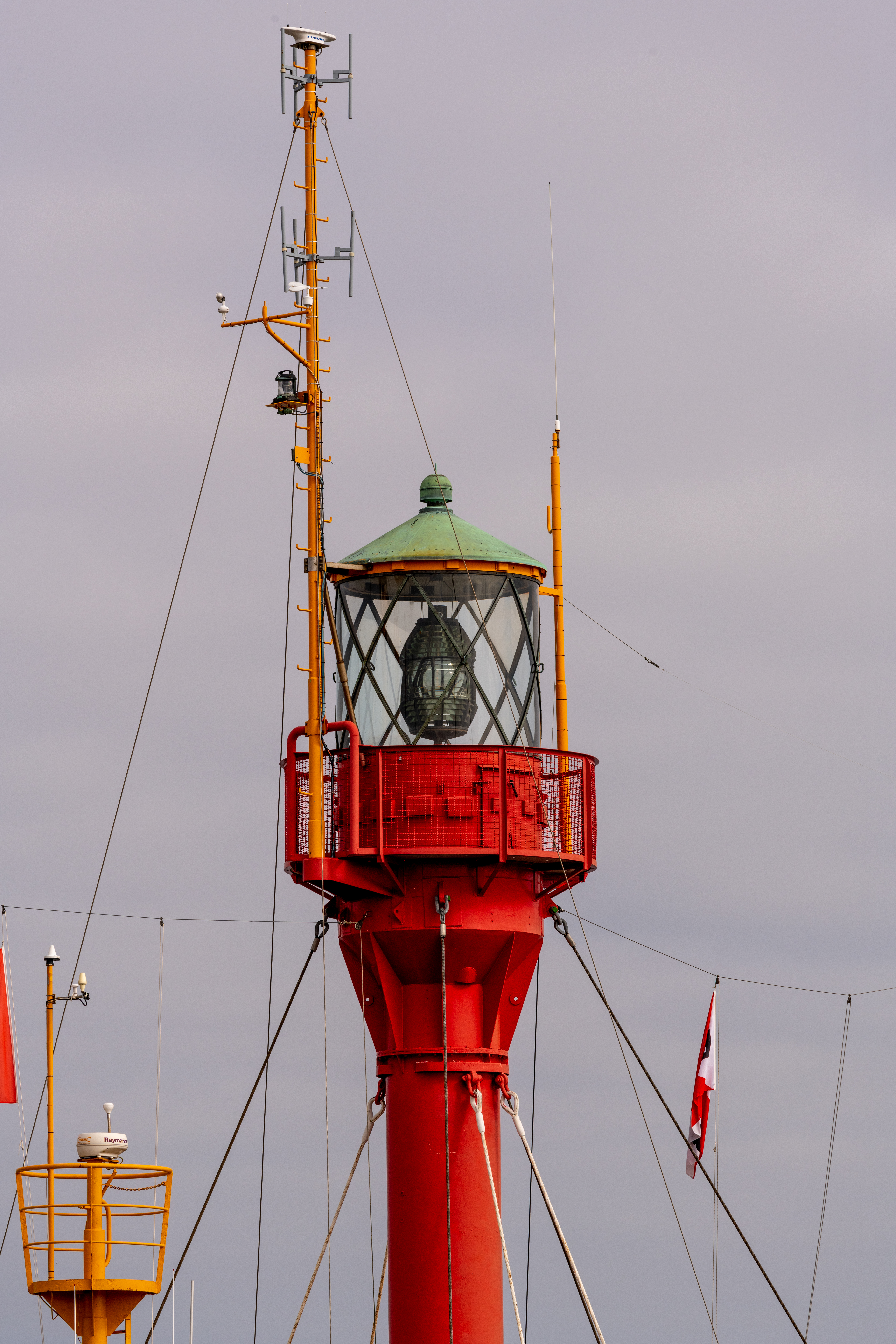
Befeuerung der Elbe 1

Bei der Optik handelte es sich um eine Gürtellinse der Firma Wilhelm Weule in Goslar. Bei einer Feuerhöhe von 15 m über der Wasserlinie war das Feuer der 2000 Watt starken Lampe über 23 Seemeilen weit zu sehen. Die Kennung war 5 sek. hell – 5 sek. dunkel; also 10 Sekunden Gleichtakt.
Des Weiteren verfügte das Schiff über einen Luft-Nebel-Schallsender. Die akustische Kennung des Schiffes in Morsezeichen war: kurz-kurz-lang-kurz-kurz (••−••).

#### Besatzung
Während die Besatzungsstärke 1948 noch 27 Personen in drei Schichten à 9 Mann betrug, waren es bei der Außerdienststellung 1988 nur noch 12 Mann, die im 14-täglichen Wechsel ihren Dienst taten.

#### Verbleib
Dieses Schiff ist heute im Besitz der Stadt Cuxhaven und ist dem Feuerschiff-Verein ELBE 1 von 2001 e. V. Cuxhaven zum Erhalt, Wartung und als Museum übergeben worden. Da das Schiff seetüchtig ist, unterliegt es der Aufsicht des Germanischen Lloyd (IMO 8137548) und ist mit modernen nautischen Geräten ausgestattet. Es erfüllt zudem die Auflagen der See-Berufsgenossenschaft. Es fährt bei Einladungen zu verschiedenen Festen an der Nord- und Ostseeküste.
Eine Reise führte im Herbst 2005 nach England, wobei auch Gäste mitfahren durften. Eine andere Reise führte 2017 nach Schweden. Die Mitfahrt wird bei zahlreichen Tagestouren angeboten.
Ab Dezember 2024 befand sich die Rote Lady zur Instandsetzung auf der Werft in der Hansestadt Stralsund. Am Ostersonntag 20. April 2025 kehrte sich nach der Instandsetzung nach Cuxhaven zurück.
Auf Wunsch wird das Schiff auch als Standesamt eingesetzt. Die Zeremonie findet in der seemännisch eingerichteten kleinen Offiziersmesse statt, in der etwa 10 Personen Platz haben.

#### Zwischenfälle
Während ihrer über 40 Dienstjahre wurde die Bürgermeister O’Swald II über 50 mal von anderen Fahrzeugen gerammt. Damit ist sie das am häufigsten gerammte Feuerschiff Europas.
1970 rammte der argentinische Frachter Río Carcarañá das Schiff, trotz großem Schaden und starkem Wassereinbruch konnte das Schiff sieben Monate später wieder auf seine Position zurückkehren. Dieser als schwerste aller Kollisionen bezeichnete Zusammenprall verursachte Reparaturkosten in Höhe von 1,6 Millionen DM (818.067 Euro) und hätte fast zum Untergang des Schiffes geführt.

### UFSFS2

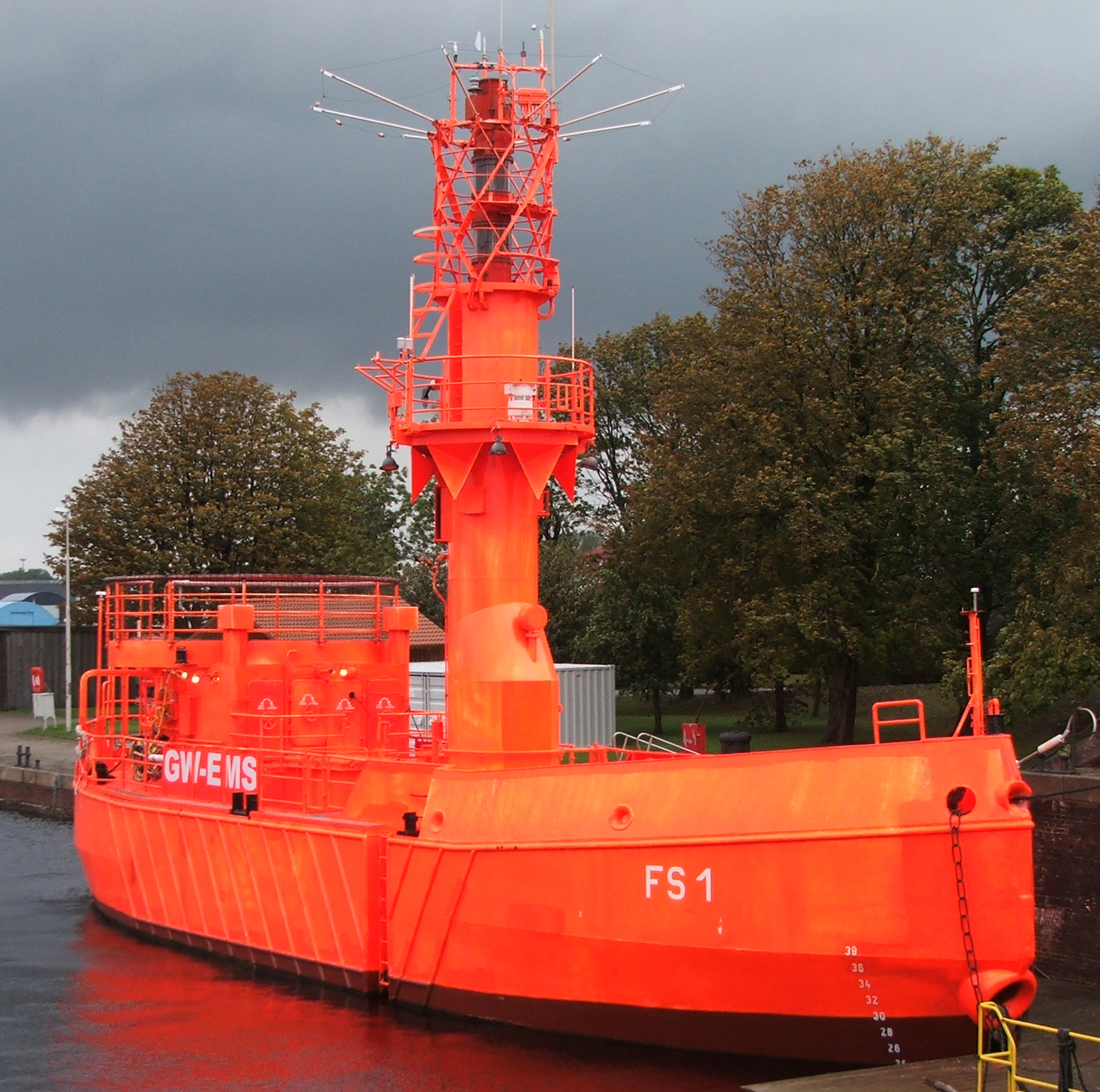
Die FS1 ist ein baugleiches Schwesterschiff der ausgemusterten FS2

Im Jahr 1988 wurde auf dieser Position das 26 Meter lange unbemannte Feuerschiff (UFS) mit Namen FS2 ausgelegt. Das Schiff war 6,50 Meter breit und hatte einen Tiefgang von 2,70 Metern. Die Feuerhöhe über der Wasserlinie betrug 14 Meter und die Tragweite des Feuers 17 Seemeilen. Ein Drehstromgenerator, angetrieben von zwei Dieselmotoren von jeweils 11 Kilowatt, erzeugte den für die Bordelektrik und -elektronik erforderlichen Strom. Die Treibstoffvorräte von 18 Tonnen machten eine unabhängige Auslegezeit von bis zu 15 Monaten möglich. Die FS2 wurde zentral ferngesteuert.
Das Schiff kenterte während des Orkans Anatol in der Nacht zum 4. Dezember 1999 in schwerer See. Aufgrund der erheblichen Beschädigungen am Schiffskörper und der gesamten Technik wurde von einer Reparatur abgesehen und UFS FS2 verschrottet. Mit dieser Havarie endete die 184-jährige Ära der Feuerschiffe auf der „Position Elbe 1“. Seitdem kennzeichnet eine rot-weiße Leuchttonne mit einem Ball-Toppzeichen die nun „Position Elbe“ genannte Stelle.

## In der Kunst
Sowohl der Maler Hans Nordmann als auch Ole West haben das (letzte) Feuerschiff Elbe 1 in ihren Werken verewigt. Helga Feddersen hat mit ihrem Fernsehfilm Vier Stunden von Elbe 1 das Feuerschiff im Titel genannt.
Die Rockband Element of Crime hat wiederum mit ihrem Song Vier Stunden vor Elbe 1 kurz nach dem Tod Feddersens diesen Film zitiert.